# روفوس (ممثل)
روفوس (بالفرنسية: Rufus)‏
```
هو 
ممثل
 
فرنسي
، ولد في 19 ديسمبر 1942 في 
فرنسا
.
```

## أعمال

### أفلام
- (1976) المستأجر
- (1995) ذا سيتي أوف لوست شايدرن[5]
- (2001) أميلي[6]
- (2004) خطوبة طويلة جدا[7]
- (2016) الدكتور الأفريقي[8]

## وصلات خارجية
- روفوس على موقع IMDb (الإنجليزية)
- روفوس على موقع ألو سيني (الفرنسية)
- روفوس على موقع ميوزك برينز (الإنجليزية)
- روفوس على موقع أول موفي (الإنجليزية)
- روفوس على موقع قاعدة بيانات الأفلام السويدية (السويدية)
- روفوس على موقع إن إن دي بي (الإنجليزية)
- روفوس على موقع قاعدة بيانات الفيلم (الإنجليزية)
- روفوس على موقع كينوبويسك (الروسية)